# Referendum in der Republik China (Taiwan) 2021
Am 18. Dezember 2021 fand in der Republik China auf Taiwan ein Referendum statt, bei dem die Abstimmenden vier Fragen beantworten konnten. Es ging um die Inbetriebnahme eines Kernkraftwerks, eine Frage der Lebensmittelsicherheit, den Modus der Abhaltung von Referenden und um den Bau eines von Umweltschützern kritisierten Flüssiggas-Terminals. Alle vier gestellten Fragen wurden von den Wählern verneint. Die Wahlbeteiligung lag bei 41 %.

## Hintergrund
Nach dem Wahlsieg der Demokratischen Fortschrittspartei (DPP) bei den Parlaments- und Präsidentschaftswahlen 2016 hatte die neue DPP-Regierung ihr Wahlversprechen von mehr direkter Demokratie umzusetzen versucht, indem sie die Schwelle, mit der Referenden initiiert werden konnten, im Jahr 2017 deutlich erniedrigte. Es waren danach deutlich weniger Unterstützerunterschriften für die Ansetzung eines Referendums nötig. Dies führte dazu, dass eine Vielzahl von Bürgerinitiativen verschiedene Fragen zur Abstimmung einreichte. Am 24. November 2018 wurde ein Referendum abgehalten, bei dem zehn Fragen beantwortet werden konnten. Die Umstände dieses Referendums riefen Kritik hervor. Da die Fragen beim Referendum 2018 relativ unpräzise formuliert waren, gab es kaum gesetzliche bindende Konsequenzen. In einem exemplarischen Kommentar wurde das Referendum 2018 als eine „1,5 Milliarden NT$ [42,8 Mio. Euro] teure Meinungsumfrage“ charakterisiert.
In Reaktion auf die Kritik ließ die DPP-Regierung am 19. Mai 2019 eine Novellierung des Gesetzes über die Abhaltung von Referenden im Legislativ-Yuan verabschieden. Demnach sollten Referenden künftig (ab dem Jahr 2021) nur noch alle zwei Jahre abgehalten werden. Als fester Termin für die Abstimmungen wurde der vierte Samstag im August festgelegt. Die Novelle sah auch Vorschriften vor, wie das Sammeln und die Validierung von Unterstützerunterschriften optimiert werden sollten.

## Die vier gestellten Fragen
Durch die Taiwanische Wahlkommission wurden vier Fragen für das Referendum zugelassen, da sie das notwendige Quorum von Unterstützerunterschriften erreicht und die formalen Voraussetzungen erfüllt hatten:

「第17案: 您是否同意核四啟封商轉發電？」

„Fall 17: Sind Sie der Meinung, dass das vierte Kernkraftwerk aktiviert und für die kommerzielle Stromerzeugung genutzt werden sollte?“

「第18案: 你是否同意政府應全面禁止進口含有萊克多巴胺之乙型受體素豬隻之肉品、內臟及其相關產製品？」

„Fall 18: Stimmen Sie zu, dass die Regierung den Import von Schweinefleisch, Innereien und verwandten Produkten, die das Beta-Rezeptor-Hormon Ractopamin enthalten, vollständig verbieten sollte?“

「第19案: 你是否同意公民投票案公告成立後半年內，若該期間內遇有全國性選舉時，在符合公民投票法規定之情形下，公民投票應與該選舉同日舉行？」

„Fall 19: Sind Sie damit einverstanden, dass, wenn innerhalb von sechs Monaten nach der Aufstellung des Referendumsvorschlags eine nationale Wahl stattfindet, das Referendum am selben Tag wie die Wahl abgehalten werden sollte, sofern es die Anforderungen des Referendumsgesetzes erfüllt?“

「第20案: 您是否同意中油第三天然氣接收站遷離桃園大潭藻礁海岸及海域？(即北起觀音溪出海口，南至新屋溪出海口之海岸，及由上述海岸最低潮線往外平行延伸五公里之海域)」

„Fall 20: Stimmen Sie zu, dass das geplante dritte Flüssiggas-Terminal von CPC Corporation entfernt von der Küste und den Gewässern des Datan Riffs in Taoyuan gebaut werden soll? (Das heißt, die Küste von der Mündung des Guanyin-Flusses im Norden bis zur Mündung des Xinwu-Flusses im Süden und das Meeresgebiet, das sich parallel zur tiefsten Gezeitenlinie der oben genannten Küste über fünf Kilometer erstreckt)“

- Die erste Frage befasste sich mit der Kernenergie in Taiwan. Die DPP-Regierung hatte sich den Atomausstieg Taiwans bis zum Jahr 2025 zum Ziel gesetzt. Beim Referendum 2018 hatte sich jedoch eine Mehrheit der Abstimmenden dagegen ausgesprochen. Atomkraftbefürworter hatten das jetzige Referendum mit dem Ziel initiiert, das nahezu fertiggestellte, aber nie ans Netz gegangene Kernkraftwerk Lungmen in Betrieb zu nehmen.[6]
- Die zweite Frage befasste mit der Verwendung des Wachstumshormons Ractopamin bei der Schweinemast. In Taiwan selbst ist der Einsatz verboten, der Import von Schweinefleisch aus Beständen, in denen das Hormon zum Einsatz kam, ist jedoch erlaubt, wobei Grenzwerte festgelegt wurden. Die Initiatoren des Referendums verlangten ein Importverbot und argumentierten vor allem mit dem hohen Schweinefleischkonsum in Taiwan und den unabsehbaren gesundheitlichen Folgen, die eine Langzeiteinnahme des Hormons haben könnte.[6]
- Die dritte Frage befasste sich mit den Modalitäten der Abhaltung von Referenden. Vorgeschlagen wurde eine Abweichung vom fixen Referendumstermin, wenn eine nationale Wahl zeitlich nahegelegen stattfände. Die Befürworter argumentierten vor allem mit den reduzierten Kosten, wenn Wahl und Referendum kombiniert würden. Die Gegner argumentierten, dass das Beispiel des Referendums 2018 gezeigt habe, dass die Wahlbehörden mit einer solchen Häufung von Wahlen an einem Tag logistisch überfordert seien.[6]
- Die vierte Frage wurde von Umweltschützern initiiert. Im Jahr 2019 hatte die staatliche CPC Corporation ein drittes Terminal vor der Küste Taoyuans für das Anlegen von Flüssiggastankern in Auftrag gegeben. Das Terminal sollte für die Speicherung und Prozessierung von Flüssiggas, das anschließend zum Kraftwerk Datan gepumpt werden sollte, genutzt werden. Die Umweltschützer argumentierten, dass dadurch ein ökologisch wertvolles Riff zerstört würde und verlangten ein Bauverbot für das Umfeld des Riffs.[6]

Die taiwanische Regierung empfahl die Ablehnung aller Referendumsfragen.
| Partei | Partei                                 | Frage 1 | Frage 2 | Frage 3 | Frage 4 |
| ------ | -------------------------------------- | ------- | ------- | ------- | ------- |
|        | Demokratische Fortschrittspartei (DPP) | Nein    | Nein    | Nein    | Nein    |
|        | Kuomintang (KMT)                       | Ja      | Ja      | Ja      | Ja      |
|        | Taiwanische Volkspartei (TPP)          | Neutral | Ja      | Neutral | Ja      |
|        | New Power Party (NPP)                  | Nein    | Ja      | Ja      | Ja      |

## Zeitpunkt des Referendums
Nach den gesetzlichen Bestimmungen hätte die Abstimmung am vierten Samstag im August 2021, konkret am 28. August 2021, stattfinden sollen. Am 2. Juli 2021 verschob die Zentrale Wahlkommission Taiwans jedoch den Abstimmungstermin wegen der COVID-19-Pandemie auf den 18. Dezember 2021.

## Ergebnisse

### Gesamtergebnisse
Im Endergebnis wurden alle vier Referendumsfragen von den Wählern mit knappen Mehrheiten mit „Nein“ beantwortet. Die Wahlbeteiligung war mit etwa 41 % niedrig.
| Frage                                              | Für       | Für   | Gegen     | Gegen | Ungültig oder leere Stimmzettel | Gesamt    | Registrierte Wähler | Beteiligung | Ergebnis  |
| Frage                                              | Stimmen   | %     | Stimmen   | %     | Ungültig oder leere Stimmzettel | Gesamt    | Registrierte Wähler | Beteiligung | Ergebnis  |
| -------------------------------------------------- | --------- | ----- | --------- | ----- | ------------------------------- | --------- | ------------------- | ----------- | --------- |
| Aktivierung des Kernkraftwerks Lungmen             | 3.804.755 | 47,16 | 4.262.451 | 52,84 | 78.494                          | 8.145.700 | 19.825.468          | 41,09 %     | abgelehnt |
| Verbot des Imports von Ractopamin-Schweinefleisch  | 3.936.554 | 48,79 | 4.131.203 | 51,21 | 78.108                          | 8.145.865 | 19.825.468          | 41,09 %     | abgelehnt |
| Abhaltung von Referenden parallel zu Wahlen        | 3.951.882 | 48,96 | 4.120.038 | 51,04 | 73.273                          | 8.145.193 | 19.825.468          | 41,08 %     | abgelehnt |
| Kein Flüssiggas-Terminal nahe dem Riff vor Taoyuan | 3.901.171 | 48,37 | 4.163.464 | 51,63 | 80.819                          | 8.145.454 | 19.825.468          | 41,09 %     | abgelehnt |
| Quelle: Zentrale Wahlkommission Taiwans            |           |       |           |       |                                 |           |                     |             |           |

### Ergebnisse nach Gemeinden

Fall 17 (Kernkraftwerk Lungmen)
Fall 18 (Ractopamin)
Fall 19 (Referenden zusammen mit Wahlen)
Fall 20 (Flüssiggas-Terminal)